# Копривница (Алексинац)
Копривница је насеље у Србији у општини Алексинац у Нишавском округу. Према попису из 2022. било је 130 становника (према попису из 1991. било је 293 становника).
Просветни дом је грађен 1937-38.

## Демографија
У насељу Копривница живи 187 пунолетних становника, а просечна старост становништва износи 46,6 година (43,7 код мушкараца и 49,2 код жена). У насељу има 79 домаћинстава, а просечан број чланова по домаћинству је 2,82.
Ово насеље је скоро у потпуности насељено Србима (према попису из 2002. године), а у последња три пописа, примећен је пад у броју становника.
|  |

| Демографија | Демографија | Демографија |
| Година      | Становника  | Становника  |
| ----------- | ----------- | ----------- |
| 1948.       | 413         |             |
| 1953.       | 411         |             |
| 1961.       | 412         |             |
| 1971.       | 368         |             |
| 1981.       | 333         |             |
| 1991.       | 293         | 287         |
| 2002.       | 223         | 231         |

| Етнички састав према попису из 2002.‍ | Етнички састав према попису из 2002.‍ | Етнички састав према попису из 2002.‍ | Етнички састав према попису из 2002.‍ | Етнички састав према попису из 2002.‍ |
| ------------------------------------ | ------------------------------------ | ------------------------------------ | ------------------------------------ | ------------------------------------ |
|                                      |                                      |                                      |                                      |                                      |
| Срби                                 | Срби                                 |                                      | 222                                  | 99,55%                               |
| непознато                            | непознато                            |                                      | 0                                    | 0,0%                                 |

| Година пописа     | 1948. | 1953. | 1961. | 1971. | 1981. | 1991. | 2002. |
| ----------------- | ----- | ----- | ----- | ----- | ----- | ----- | ----- |
| Број домаћинстава | 100   | 99    | 107   | 99    | 102   | 92    | 79    |

| Број чланова      | 1  | 2  | 3  | 4  | 5 | 6 | 7 | 8 | 9 | 10 и више | Просек |
| ----------------- | -- | -- | -- | -- | - | - | - | - | - | --------- | ------ |
| Број домаћинстава | 20 | 22 | 13 | 12 | 4 | 5 | 2 | 1 | 0 | 0         | 2,82   |

| Пол    | Укупно | Неожењен/Неудата | Ожењен/Удата | Удовац/Удовица | Разведен/Разведена | Непознато |
| ------ | ------ | ---------------- | ------------ | -------------- | ------------------ | --------- |
| Мушки  | 94     | 19               | 68           | 4              | 1                  | 2         |
| Женски | 103    | 6                | 70           | 27             | 0                  | 0         |
| УКУПНО | 197    | 25               | 138          | 31             | 1                  | 2         |

| Пол    | Укупно                    | Пољопривреда, лов и шумарство | Рибарство                            | Вађење руде и камена | Прерађивачка индустрија       |
| ------ | ------------------------- | ----------------------------- | ------------------------------------ | -------------------- | ----------------------------- |
| Мушки  | 60                        | 26                            | 0                                    | 0                    | 11                            |
| Женски | 27                        | 24                            | 0                                    | 0                    | 0                             |
| УКУПНО | 87                        | 50                            | 0                                    | 0                    | 11                            |
| Пол    | Производња и снабдевање   | Грађевинарство                | Трговина                             | Хотели и ресторани   | Саобраћај, складиштење и везе |
| Мушки  | 3                         | 10                            | 1                                    | 1                    | 1                             |
| Женски | 0                         | 0                             | 2                                    | 0                    | 0                             |
| УКУПНО | 3                         | 10                            | 3                                    | 1                    | 1                             |
| Пол    | Финансијско посредовање   | Некретнине                    | Државна управа и одбрана             | Образовање           | Здравствени и социјални рад   |
| Мушки  | 0                         | 0                             | 1                                    | 2                    | 0                             |
| Женски | 0                         | 0                             | 1                                    | 0                    | 0                             |
| УКУПНО | 0                         | 0                             | 2                                    | 2                    | 0                             |
| Пол    | Остале услужне активности | Приватна домаћинства          | Екстериторијалне организације и тела | Непознато            | Непознато                     |
| Мушки  | 4                         | 0                             | 0                                    | 0                    | 0                             |
| Женски | 0                         | 0                             | 0                                    | 0                    | 0                             |
| УКУПНО | 4                         | 0                             | 0                                    | 0                    | 0                             |